# Paracoelichneumon
Paracoelichneumon är ett släkte av steklar som beskrevs av Heinrich 1978. Paracoelichneumon ingår i familjen brokparasitsteklar.
Kladogram enligt Catalogue of Life och Dyntaxa:
| Paracoelichneumon | \| \| Paracoelichneumon cataloniensis \| \| \| \| \| \| Paracoelichneumon rubens \| \| \| \| \| \| Paracoelichneumon sierraemorenae \| \| \| \| |
|                   | \| \| Paracoelichneumon cataloniensis \| \| \| \| \| \| Paracoelichneumon rubens \| \| \| \| \| \| Paracoelichneumon sierraemorenae \| \| \| \| |
|                   | Paracoelichneumon cataloniensis |
|                   | |
|                   | Paracoelichneumon rubens |
|                   | |
|                   | Paracoelichneumon sierraemorenae |
|                   | |